# Philippe Auvray
Philippe Auvray (* 15. November 1953) ist ein ehemaliger französischer Autorennfahrer.

## Karriere
Philippe Auvray war in den 1990er-Jahren in der BPR Global GT Series am Start. Nach einem fünften Rang 1994 – gemeinsam mit Girolamo Capra und Giuseppe Quargentan im Porsche 911 Carrera RSR – beim 1000-km-Rennen von Paris, erreichte er dort 1995 – wieder mit Quargentan als Teampartner – den dritten Gesamtrang. 1999 bestritt er drei Rennen der FIA-GT-Meisterschaft. Beste Platzierung war der 13. Rang beim 500-km-Rennen von Zolder.
Zweimal scheiterte er mit dem Versuch sich für das 24-Stunden-Rennen von Le Mans zu qualifizieren. Nach einer Meldung 1994, der keine Teilnahme folgte, reichte 1995 die Qualifikationszeit nicht für einen Rennstart.